# Forschungsinstitut für Wärmeschutz
Das Forschungsinstitut für Wärmeschutz e. V. München (FIW) wurde 1918 auf Initiative der Dämmstoffindustrie als Forschungsheim für Wärmeschutz gegründet, um thermische Isoliermaterialien (Wärmedämmung, Wärmeschutz) und Feuchteschutzmaßnahmen zu entwickeln und zu prüfen.

## Tätigkeit
Der Verein wurde von sieben herstellenden und verarbeitenden Unternehmen von Wärme- und Kältedämmstoffen gegründet. Diese stellen nach wie vor die wesentlichen Mitglieder. Von wissenschaftlicher Seite wurde es bis nach dem Zweiten Weltkrieg durch den Münchner Physiker Oskar Knoblauch unterstützt, dem dafür von der Technischen Hochschule Dresden die Ehrendoktorwürde verliehen wurde.
Das Tätigkeitsfeld umfasste die Erforschung und Erprobung von Baustoffen, Gerätekomponenten, die wirkungsvolle Verarbeitung sowie Prüfmethoden zur Überwachung des wirksamen Einbaus und Zertifizierungsverfahren. Während im Zweiten Weltkrieg die Thematik davon bestimmt wurde, möglichst wirksame heimische Werkstoffe zu finden, steht heute die Energieeffizienz im Vordergrund.
Aus der Tätigkeit entstand der Wärmeflussmesser zur Bestimmung der Wärmeabgabe von isolierten Oberflächen, der vom zweiten Leiter Ernst Schmidt entwickelt wurde.
Einige der Prüfverfahren mündeten in Normen des Deutschen Instituts für Normung (DIN) und der EN (Europäische Norm) zur funktionellen Überprüfung von Baustoffen, z. B. die VDI 2055 und die DIN Vornorm 1951. Entsprechend besteht heute ein umfangreiches Prüfungsangebot im Bereich Dämmstoffe im Hochbau.
Das FIW ist Mitglied zahlreicher Fachgremien und -ausschüsse. Hier nur Mitgliedschaften nationaler und internationaler Institutionen:
- American Society for Testing and Materials (ASTM), Philadelphia
- Arbeitsgemeinschaft industrieller Forschungsvereinigungen (AiF) „Otto von Guericke“ e. V., Köln
- DGfH Deutsche Gesellschaft für Holzforschung e. V. München
- DIN Deutsches Institut für Normung e. V., Berlin
- DKV Deutscher Kälte- und Klimatechnischer Verein, Stuttgart
- DVM Deutscher Verband für Materialforschung und -Prüfung e. V., Berlin
- Fachinstitut Gebäude-Klima e. V., Bietigheim-Bissingen
- Fachverband Luftdichtheit im Bauwesen e. V., Kassel
- Forschungsgesellschaft für Straßen- und Verkehrswesen, Köln
- L’institut international du Froid, Paris
- Technischer Überwachungsverein Bayern, München
- VMPA Verband der Materialprüfungsämter e. V., Berlin

Die Ergebnisse öffentlich geförderter Forschung werden wissenschaftlich veröffentlicht. Die Erkenntnisse mündeten auch in gesetzlichen Bauvorschriften.

## Institutsleiter und Standort
Das Institut wurde am 1. Oktober 1918 in München eröffnet, in Zusammenarbeit mit der Wärmeabteilung der Physikalisch-technischen Reichsanstalt, dem Institut für technische Physik der Königlich Technischen Hochschule (heute Technische Universität München) sowie dem Isoliergewerbe, der Reichskohlestelle und dem Verband für Kältemaschinen. Es befand sich zunächst in der Innenstadt, in Hochschulnähe. Nach Zerstörung durch Bomben im Dezember 1944 wurde es behelfsmäßig in einer Holzbaracke in der Münchner Lothstraße untergebracht. Bald nach Kriegsende fand es in einem damals außerhalb der Stadt stehenden Einzelgebäude in Bogenhausen Platz, heute am Mittleren Ring, am Rand der ersten Entlastungsstadt Parkstadt Bogenhausen.
Erster wissenschaftlicher Leiter war ab 1918 Karl Hencky mit seinem Assistenten Joseph Sebastian Cammerer.
Nachfolger wurde Ernst Schmidt.
Während und nach dem Zweiten Weltkrieg wurde das Institut viele Jahrzehnte lang von dem Physiker Erwin Raisch geführt, zeitweise ohne weitere Mitarbeiter. Er begleitete alle Umzüge des Instituts, auch den letzten 1959 in die neuen Räume nach Gräfelfing, welche von der Volkswagenstiftung mitfinanziert wurden.
Sein Nachfolger war von 1959 bis 1985 Walter F. Cammerer. Diesem folgte 1985 Horst Zehendner und 2000 Roland Gellert. Seit 2012 ist Andreas H. Holm Institutsleiter und Geschäftsführer.

## Veröffentlichungen
Die Zahl der Vorträge und Publikationen des Instituts ist groß. Daher stellvertretend nur wenige ältere:
- Erwin Raisch: Die Luftdurchlässigkeit von Baustoffen und Baukonstruktionsteilen. Gesundheitsingenieur 1928 Heft 30 Forschungsheim für Wärmeschutz München (1928).
- Erwin Raisch: Wärmeverluste durch Stützringe für Blechmäntel. Mitt. aus d. Forschungsheim für Wärmeschutz (e. V.), München 9 (1955).
- Erwin Raisch und Joseph Sebastian Cammerer: Wärme- und Kälteschutz – Berechnungen, Garantien, Messverfahren und Lieferbedingungen für Wärme- und Kälteisolierungen, Weißdruck der VDI 2055 (1958).